# 寇巴尔
寇巴尔是沙特阿拉伯王国东部省的一个城市，位于波斯湾沿岸，人口为165799人，为沙特全国第19位，该城市与达曼构成都市区。寇巴尔始建于1923年，后成为出口沙特阿拉伯国家石油公司石油产品的港口。